# Вильякорта, Хосе Дамиан
Хосе Дамиан Вильякорта (исп. José Damián Villacorta Cañas, 1796 — 11 июня 1860) — сальвадорский юрист и политик первой половины XIX века.

## Биография
Родился в 1796 году в Сакатеколуке; его родителями были Эстебан Габриэль де Вильякорта и Мария Игнасия де Каньяс. Получил образование в Гватемале, где изучал гражданское право в университете Сан-Карлос, также хорошо разбирался в каноническом праве.
После провозглашения в 1824 году независимости Центральной Америки был избран депутатом Конституционного конгресса штата Сальвадор (который тогда был частью Федеративной Республики Центральной Америки), участвовал в разработке проекта Конституции Сальвадора, и считается «Отцом сальвадорских институтов». Позднее был прокурором Верховного суда. Был избран заместителем Верховного правителя штата, и в 1830 году исполнял обязанности Верховного правителя штата Сальвадор. В период его пребывания в этой должности был издан декрет о роспуске религиозных орденов; членам орденов дозволялось продолжать жить в монастырях, но сами здания были объявлены государственной собственностью.
В конце 1831 года поддержал верховного правителя Сальвадора Хосе Марию Корнеху, отказавшегося исполнять декреты федерального президента Франсиско Морасана, после победы Морасана был в 1832 году арестован и вместе с прочими бывшими сальвадорскими представителями власти выслан в Гватемалу.
В 1835 году стал депутатом и временным председателем Законодательного собрания Гватемалы. В 1840 году отказался от предложения стать президентом республики.
Три года спустя вернулся в Сальвадор, был профессором права в Национальном университете, проректором университета, исполнял обязанности ректора. В 1851 и 1858 годах был председателем Верховного суда.
После того, как в 1854 году Сан-Сальвадор был разрушен страшным землетрясением, стал одним из основателей города Нуэва-Сан-Сальвадор где, в соответствии с законом, в 1856 году открыл новый Верховный суд.